# Scrophularia grayana
Scrophularia grayana är en flenörtsväxtart som beskrevs av Carl Maximowicz och Vladimir Leontjevitj Komarov. Scrophularia grayana ingår i släktet flenörter, och familjen flenörtsväxter. Utöver nominatformen finns också underarten S. g. grayanoides.